# Rainer Hahn (Zahnmediziner)

Rainer Hahn (2024)

Rainer Hahn (* 29. Mai 1962 in Esslingen am Neckar) ist ein deutscher Zahnmediziner und Universitäts-Professor für Zahn-, Mund- und Kieferheilkunde an der Danube Private University (DPU) in Krems, Österreich.

## Leben
Nach seinem Abitur studierte Rainer Hahn von 1982 bis 1988 Zahnheilkunde und von 1986 bis 1989 Medizin an der Universität Tübingen. Im Anschluss arbeitete er als wissenschaftlicher Assistent in der Poliklinik für Zahnerhaltung am Zentrum für Zahn-, Mund- und Kieferheilkunde der Universitätsklinik Tübingen. 1989 promovierte er zum Thema Formanalyse der Erschlaffungsphase des isolierten Rattenventrikelmyokards. Von 1991 bis 1997 leitete er an der Poliklinik der Universität das Projekt Keramische Zahnersatzwerkstoffe. Hahn habilitierte 1995 mit der Habilitationsschrift Keramische Einzelzahnrestaurationen und erhielt im gleichen Jahr die Lehrbefugnis im Fachgebiet Zahn-, Mund- und Kieferheilkunde an der Universität Tübingen. 1996 erhielt er den Millerpreis der Deutschen Gesellschaft für Zahn-, Mund- und Kieferheilkunde für wegweisende Forschungen auf dem Gebiet der Dentalkeramik.
1997 gründete er seine zahnärztliche Privatpraxis Prof. Dr. Rainer Hahn und im Folgejahr die Forschungsakademie DentalSchool GmbH in Tübingen. Im Jahr 2000 erweiterte Hahn sein zahnmedizinisches Spektrum mit der Gründung der Cumdente GmbH zur Entwicklung und Produktion zahnärztlicher Materialien, Instrumente und Geräte, sowie Zahnpflegeartikel der Marke ApaCare. 2008 eröffnete er eine zahnärztliche Privatklinik in einem Neubau neben der Sternwarte Tübingen. Die österreichische Danube Private University in Krems an der Donau berief ihn 2010 zum Professor und Leiter der Abteilung Zahnärztliche Prävention und Prophylaxe. 2015 gründete er das Zahnärztliche Versorgungszentrum Tübingen GmbH. 2019/2020 ergänzte Hahn sein zahntechnisches Angebot mit den Firmen Splint Tech GmbH (Zahnschienen) und der TDent GmbH (Telezahnmedizin), die inzwischen mit der Cumdente GmbH verschmolzen sind. 2025 folgte die Firma Oralactin GmbH, die sich mit der Entwicklung, der Produktion und dem Vertrieb von probiotischen Wirkstoffen für das Mundmikrobiom beschäftigt.

### Wirken und Forschungsarbeiten
Hahn entwickelte, zusammen mit der Firma Maho Hansen in Wattwil, Schweiz, frühzeitig neue Ultraschallbearbeitungsmaschinen zur Hartbearbeitung dentaler Oxid-Hochleistungskeramik. Gemeinsam mit Firmen wie CeramTec in Plochingen entwickelte er hierzu neue Materialien, wie beispielsweise transparente Aluminiumoxidkeramiken oder umwandlungsverstärkte Zirkonoxidkeramiken. Daraus entstanden zahlreiche weitere Entwicklungen, die er national und international patentieren und lizenzieren ließ. Insgesamt hält Hahn über 50 Patente im Dentalbereich inne. Seit 1997 setzt Hahn patentierte Entwicklungen, neue Materialien und Behandlungskonzepte in eigener Firma, mit der von ihm gegründeten Cumdente GmbH in Tübingen, um.
Die von Hahn begründete Tübinger DentalSchool zählt zu den größten deutschsprachigen Fortbildungsinstituten in der Zahnheilkunde.
Aufbauend auf der Sonoerosion, über die Hahn seine Habilitation schrieb, entwickelte er mit dem Vector-Verfahren ein minimalinvasives Ultraschallbehandlungssystem zur Parodontitis-Therapie, das über die Firma Dürr Dental, Bietigheim weltweit vertrieben wird. Dieses, auf Schwingungsumlenkung fußende Verfahren, dem Vector Ring, führte eine neue Methode der schmerzfreien Paradontis-Behandlung ein.
Ein weiterer Forschungsschwerpunkt von Hahn – in Zusammenarbeit mit dem mineralogischen Institut der Universität Stuttgart – lag in der Entwicklung von synthetischem Zahnschmelz auf Basis von submikroskopischem Hydroxylapatit und Fluorapatit. Ein Ergebnis dieser Forschungsarbeiten ist das Zahnpflegesystem ApaCare, das – ähnlich dem Polierfluid des Vector-Systems – feinstes Hydroxylapatit („flüssiger Zahnschmelz“) zur Politur und Remineralisation von Zahnoberflächen einsetzt.
Ein aktuelles Forschungsfeld ist das orale Mikrobiom, insbesondere im Hinblick auf dessen therapeutisches und präventives Potenzial. Im Fokus stehen dabei auch mögliche Zusammenhänge mit der Allgemeingesundheit, etwa der Einfluss auf die Endothelfunktion der Kapillaren durch den von oralen Mikroorganismen regulierten Botenstoff Stickstoffmonoxid, der auch eine entscheidende Rolle bei der menschlichen Blutdruckregulation spielt.

## Schriften
- Literatur von und über Rainer Hahn im Katalog der Deutschen Nationalbibliothek

- Body Upgrade. DentalSchool, Tübingen 2025, ISBN 978-3-00-082075-5.

- Die Vector Methode (klinische Anwendung und wissenschaftliche Grundlagen). Quintessenz Verlag, Berlin 2000.

- Vollkeramische Einzelzahnrestaurationen. Habilitationsschrift. Quintessenz Verlag, Tübingen/Berlin 1997, ISBN 978-3-87652-109-1.

- Rainer Hahn, Claus Löst: Adhäsiv befestigte Keramikeinlagefüllungen. Georg Thieme Verlag, Stuttgart 1996, ISBN 978-3-13-100411-6.